# Гийом II дьо Дампиер
Гийом II дьо Дампиер (на френски: Guillaume de Dampierre, * 1196, † 3 септември 1231) е сеньор де Дампиер и Сен-Дизиер, констебъл на Шампан и основател на фламския клон на род Дом Дампиер.

## Биография
Той е вторият син на сир Гуидо II дьо Дампиер († 1216) и на Матилда дьо Бурбон († 1228), единствената дъщеря на Архамболт дьо Бурбон и Аликс от Бургундия, дъщеря на Одо II (Бургундско херцогство|херцог на Бургундия).
Гийом II не успява да се ожени за Алиса Шампанска, дъщерята на кралица Изабела I Йерусалимска, заради несъгласието на папата през 1223 г. защото са роднини. Същата 1223 година той се жени за евентуалната наследница на Фландрия и Хенегау графиня Маргарета II Константинополска (* 1202, † 1280), дъщеря на Балдуин I, император на Латинската империя, и на съпругата му Мария Блоа-Шампанска.

## Деца
Гийом II и Маргарета II имат децата:
- Жана дьо Дампиер (* 1224, † 1246)
  - ∞ за граф Хуго III от Ретел
  - ∞ за граф Теобалд II от Бар
- Вилхелм III (* 1225, † 1251), господар на Дампиер, и като Вилхелм II граф на Фландрия и Хенегау
- Ги I (* 1226, † 1304), граф на Фландрия и маркграф на Намюр
- Жан I (* 1228, † 1257), господар на Дампиер
- Мария (* 1230, † 1302), абатиса на Флин